# Drăgănești de Vede
Drăgănești de Vede es una comuna ubicada en el distrito de Teleorman, Rumania.

## Superficie
Posee una superficie de 31,49 kilómetros cuadrados.

## Demografía
Hasta 2021 la población era de 1974 habitantes, con una densidad de población de 62,69 habitantes por kilómetro cuadrado.